# World Series 1969
Le World Series 1969 sono state la 66ª edizione della serie di finale della Major League Baseball al meglio delle sette partite tra i campioni della National League (NL) 1969, i New York Mets, e quelli della American League (AL), i Baltimore Orioles. A vincere il loro primo titolo furono i Mets per quattro gare a una.
La vittoria dei Mets è considerata una delle più grandi sorprese nella storia dello sport, con la squadra degli Orioles che era considerata una delle migliori di sempre (ed è ancora ritenuta tale da alcuni). I vincitori si guadagnarono il soprannome di "Miracle Mets", dal momento che arrivavano da diverse annate con risultati negativi e che quella del 1969 fu la prima stagione con più vittorie che sconfitte.
I Mets, nati nel 1962, divennero il primo expansion team a vincere un titolo di division, un pennant e le World Series nel loro ottavo anno di esistenza. In seguito furono superati dai Florida Marlins che vinsero le World Series 1997 al loro quinto anno (diventando anche la prima wild card a vincere il titolo) e dagli Arizona Diamondbacks che vinsero le World Series 2001 nel quarto anno di gioco. 

## Sommario

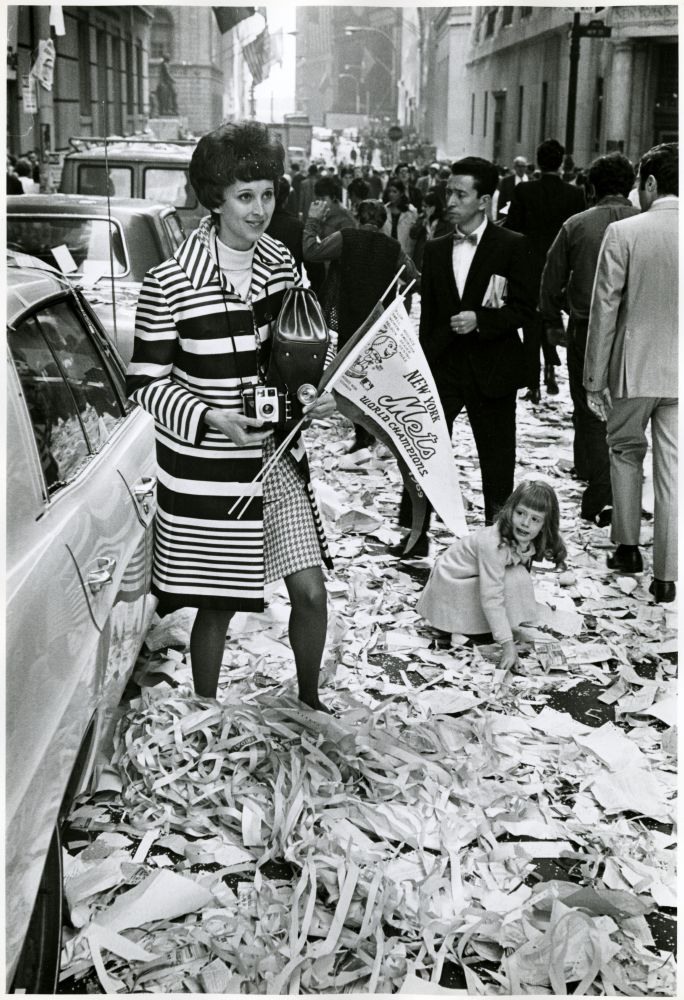
I festeggiamenti per la vittoria dei Mets a Wall Street

New York ha vinto la serie, 4-1.
| Gara | Data       | Punteggio                                            | Stadio           | Tempo | Pubblico |
| ---- | ---------- | ---------------------------------------------------- | ---------------- | ----- | -------- |
| 1    | 11 ottobre | New York Mets – 1, Baltimore Orioles – 4             | Memorial Stadium | 2:13  | 50.429   |
| 2    | 12 ottobre | New York Mets – 2, Baltimore Orioles – 1             | Memorial Stadium | 2:20  | 50.850   |
| 3    | 14 ottobre | Baltimore Orioles – 0, New York Mets – 5             | Shea Stadium     | 2:23  | 56.335   |
| 4    | 15 ottobre | Baltimore Orioles – 1, New York Mets – 2 (10 inning) | Shea Stadium     | 2:33  | 57.367   |
| 5    | 16 ottobre | Baltimore Orioles – 3, New York Mets – 5             | Shea Stadium     | 2:14  | 57.397   |

## Hall of Famer coinvolti
- Mets: Yogi Berra, Nolan Ryan, Tom Seaver
- Orioles: Earl Weaver (manager), Jim Palmer, Brooks Robinson, Frank Robinson